# Bad Kissingen (stad)
Bad Kissingen is een plaats in de Duitse deelstaat Beieren. Het is de Kreisstadt van de Landkreis Bad Kissingen. De stad telt 22.421 inwoners. Het is een bekend kuuroord. Sinds 2021 staat het kuuroord op de UNESCO-Werelderfgoedlijst als onderdeel van de historische kuuroorden van Europa.

## Geografie
Bad Kissingen ligt in het zuiden van Duitsland, aan de Fränkische Saale, en heeft een oppervlakte van 69,42 km².

## Bezienswaardigheden
- Kuurpark met Arkadenbau (1838) van Friedrich von Gärtner en Wandelhalle van Max Littmann (1913)
- Kurtheater, ook van Max Littmann (geopend in 1905)
- Regentenbau van Max Littmann, concertzaal, geopend in 1913
- Bismarckmuseum in het voormalige woning van Otto von Bismarck

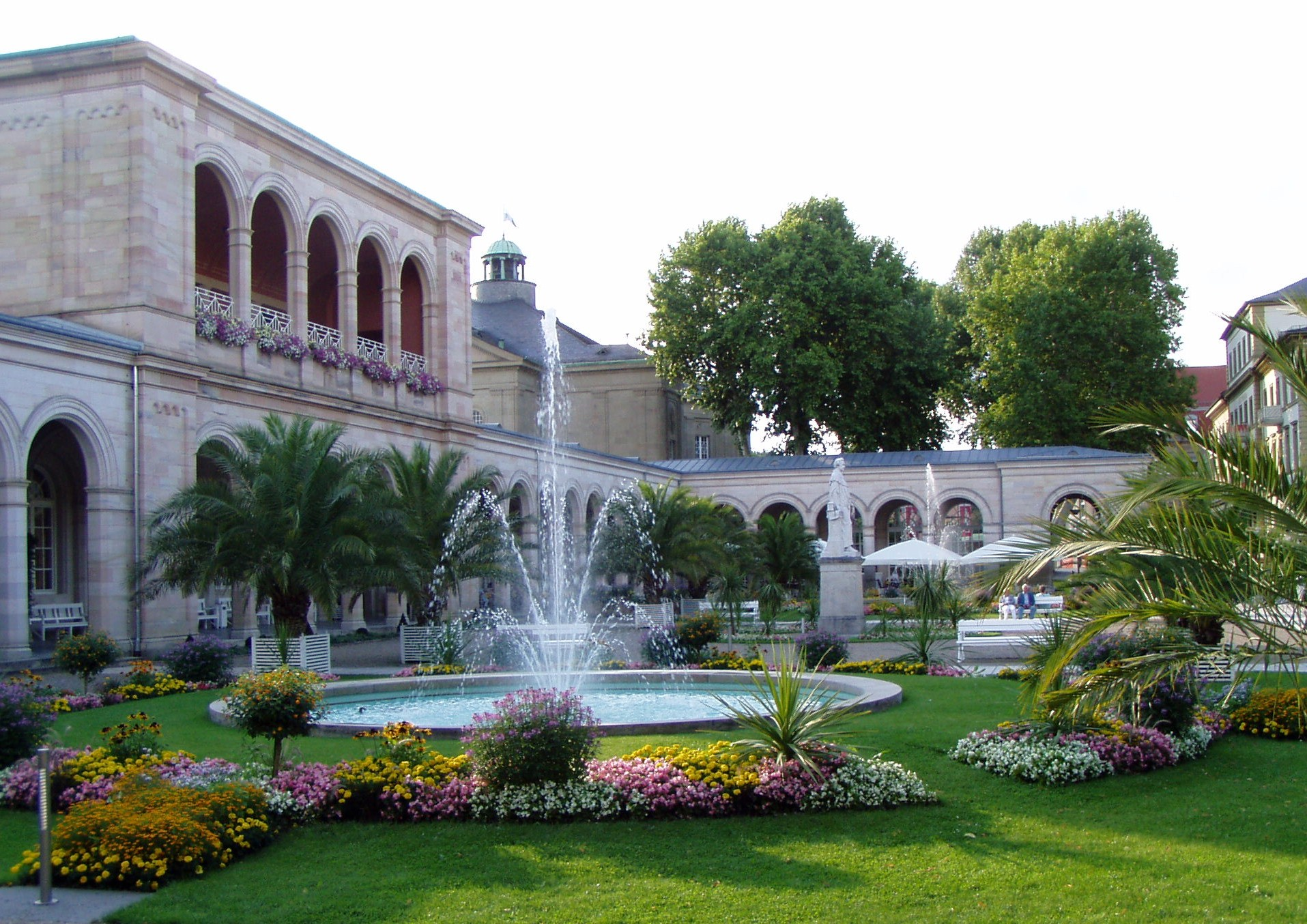
Arkadenbau
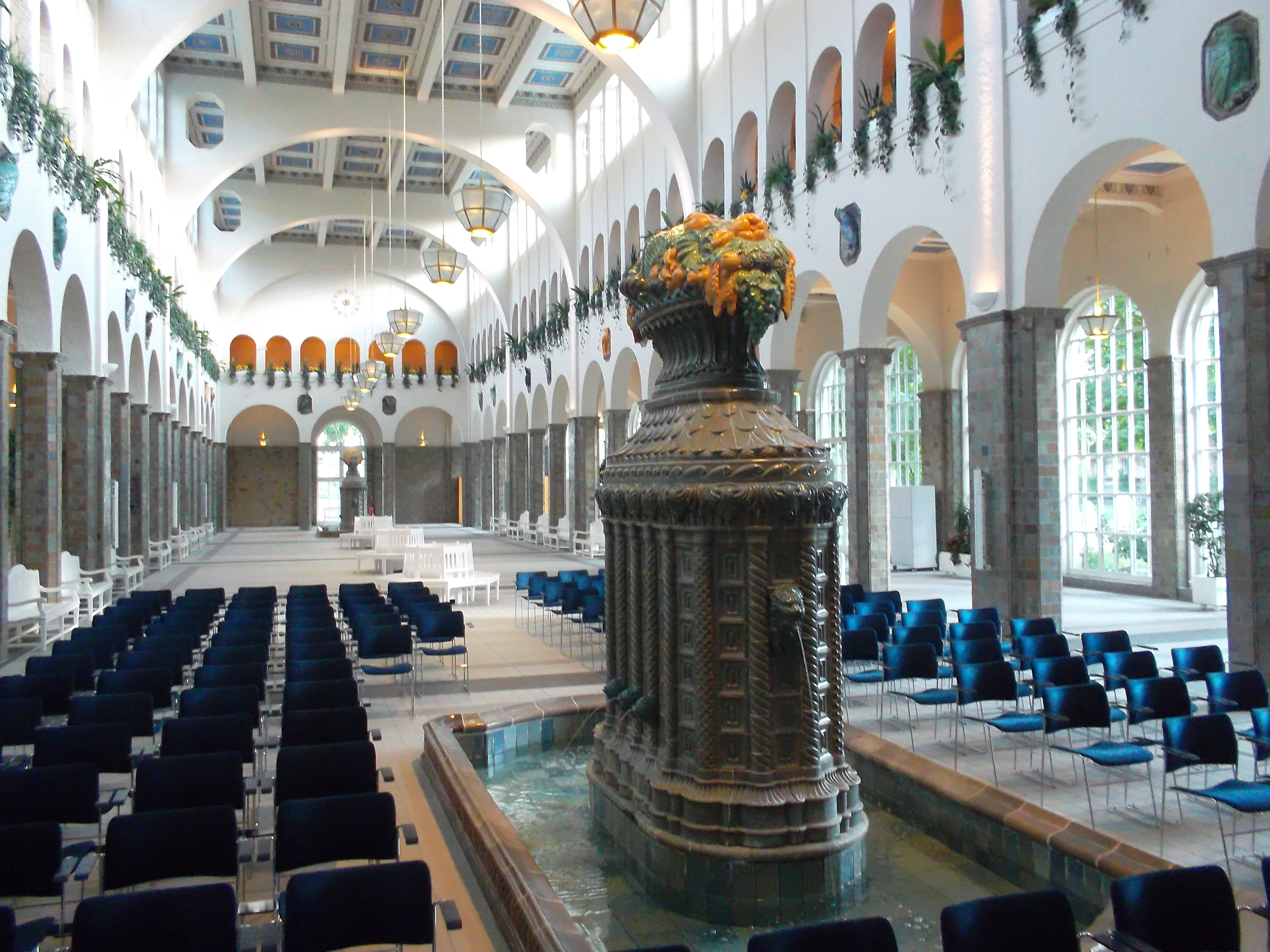
Wandelhalle
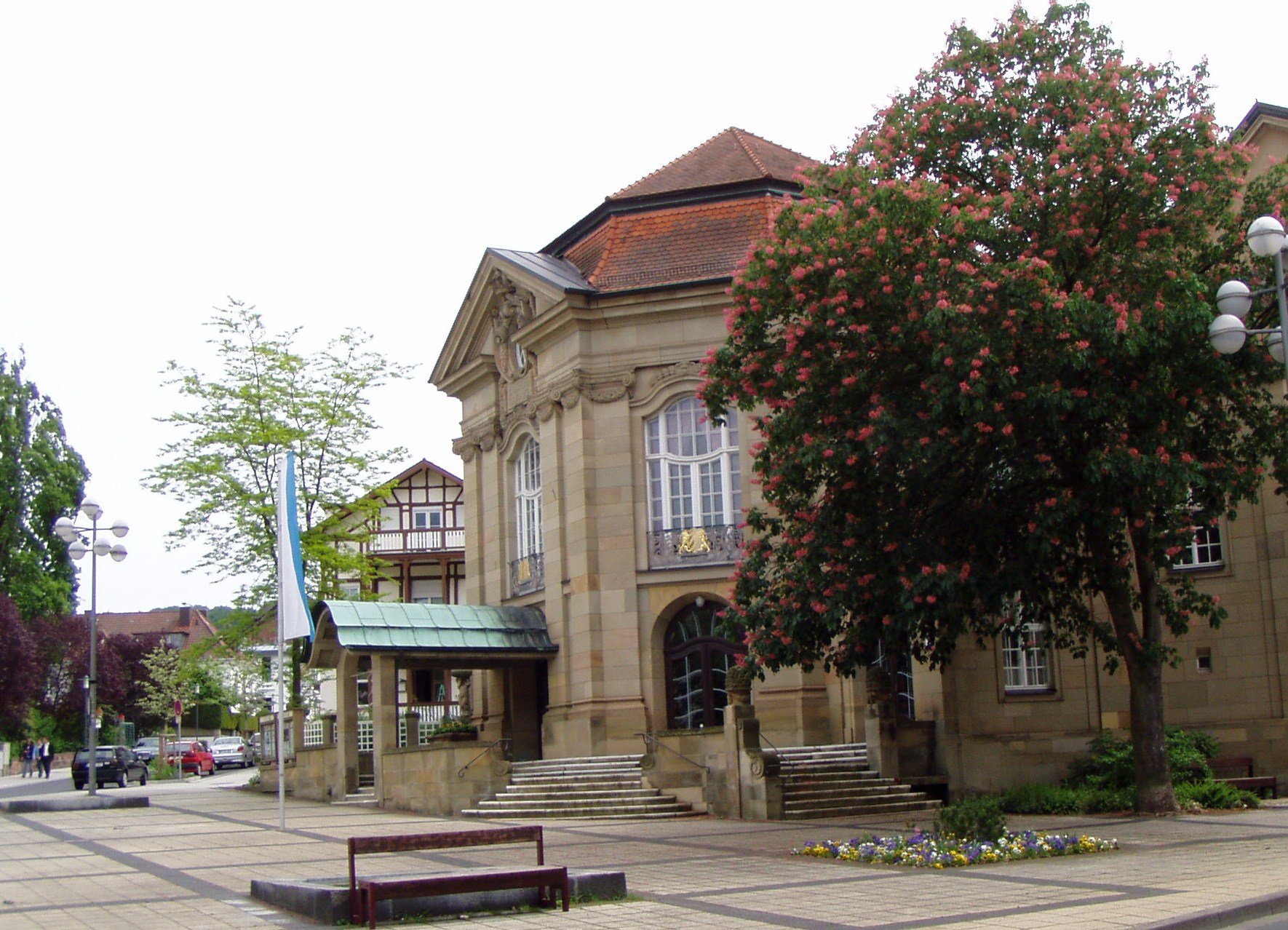
Kurtheater
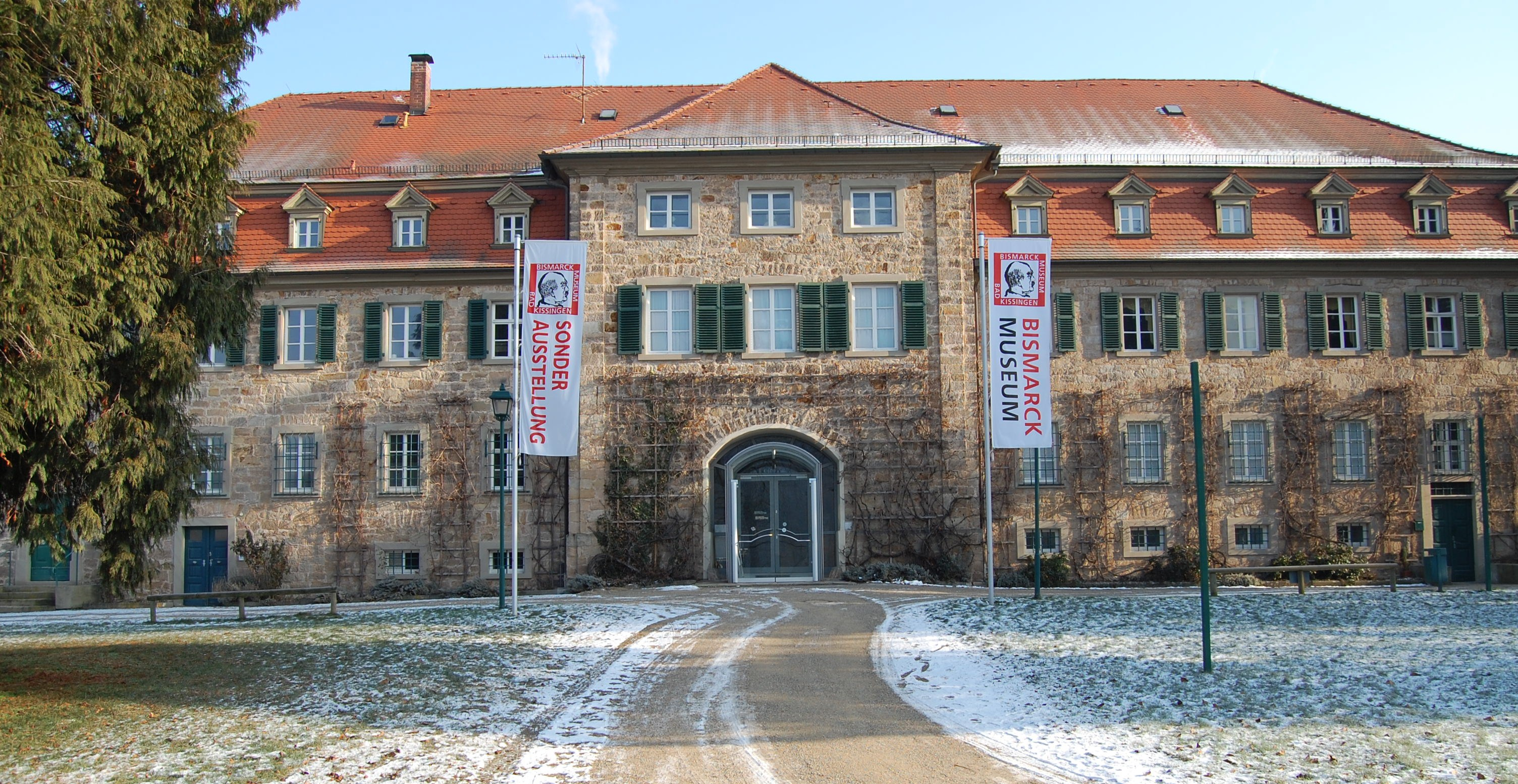
Bismarckmuseum

## Geboren in Bad Kissingen
- Oskar Panizza (1853-1923), psychiater en avant-gardeschrijver
- Philipp Schmitt (1902-1950) oorlogsmisdadiger, commandant van het Fort van Breendonk
- Edmund Veesenmayer (1904-1977), nationaalsocialistisch politicus en oorlogsmisdadiger
- Jack Steinberger (1921-2020), Duits-Amerikaans natuurkundige en Nobelprijswinnaar (1988)
- Günter Noris (1935-2007), componist (o.a. tune van de Europarade), bandleider, pianist en arrangeur

## Overleden
- Otto van Botenlauben  (1177-1245), graaf van Henneberg, kruisvaarder en minnezanger
- Willem van Nassau (1792-1839), hertog van Nassau
- Robert Remak (1815-1865), Pools-Duitse arts, zoöloog, neuroloog en embryoloog
- Eduard Schlagintweit (1831-1866), schrijver, poëet en militair
- Friedrich Schlie (1839-1902), filoloog, kunsthistoricus en archeoloog
- Gustav von Blome (1829-1906), Oostenrijks topdiplomaat
- Victor Emile Fris (1843-1913), Belgisch advocaat, bestuurder en politicus
- Friedrich von Falz-Fein (1863-1920), Russisch-Duits grootgrondbezitter en oprichter van Biosfeerreservaat Askania-Nova
- Dorabji Tata (1859-1932), Indiaas zakenman en een sleutelfiguur in de geschiedenis en ontwikkeling van de Tata Group
- Cecilie van Mecklenburg-Schwerin (1886-1954), hertogin van Mecklenburg

Aura a.d. Saale ·
Bad Bocklet ·
Bad Brückenau ·
Bad Kissingen ·
Burkardroth ·
Elfershausen ·
Euerdorf ·
Fuchsstadt ·
Geroda ·
Hammelburg ·
Maßbach ·
Motten ·
Münnerstadt ·
Nüdlingen ·
Oberleichtersbach ·
Oberthulba ·
Oerlenbach ·
Ramsthal ·
Rannungen ·
Riedenberg ·
Schondra ·
Sulzthal ·
Thundorf i.UFr. ·
Wartmannsroth ·
Wildflecken ·
Zeitlofs